# Lándevir
Lándevir es un grupo español de folk metal con influencias de power metal y rock celta fundado en 1998 en Elda (Alicante).

## Historia

### Inicios
El grupo nace en Elda (Alicante), en septiembre de 1998, cuando tres componentes de un grupo anterior se vuelven a reunir para embarcarse en un nuevo proyecto de heavy metal. La banda fue fundada en este entonces por Carlos Juan a la guitarra, Darío al bajo eléctrico y José Fernando Amat a la batería. Se pusieron manos a la obra a buscar el resto de componentes, y durante este tiempo, un día apareció Carlos con un violín diciendo que podía ser interesante fusionar el heavy con música celta o música clásica. Desde ese momento, Carlos empezó a alternar la guitarra con el violín. Por esas fechas la banda conocería al cantante y guitarrista Francisco Gonzálvez Esteve. Poco después, se presentó el guitarrista José María Jerez, quien con sus vastos conocimientos de música pronto sería visto como el líder compositor del grupo. Como Francisco además de cantante también era guitarrista, Carlos abandonó la guitarra para quedarse definitivamente como violinista del grupo. Así las cosas Lándevir tuvo su primera alineación:
- Francisco (guitarra y voz).
- José María (guitarra).
- Darío (bajo eléctrico).
- Carlos (violín).
- José Fernando (batería).

El grupo ya contaba con un repertorio aceptable de canciones y empezaba a plantearse el tema de las actuaciones cuando Darío abandona el grupo por motivos laborales. Seis meses después llegó Javi Amat, que anteriormente era guitarrista en el mismo grupo al que pertenecía anteriormente Francisco, quien sería el segundo bajista en la historia del grupo.
En el 2000 la banda adquiere el nombre de Rívendell. El estilo musical sería heavy metal melódico con influencias celtas y medievales, y a raíz del nombre del grupo, las letras iban más que nada dirigidas a la obra maestra de J. R. R. Tolkien, El Señor de los Anillos. En diciembre de 2000, entra al grupo el flautista Pablo Guerra para complementar las melodías celtas del violín de Carlos.
En el 2001 graban su maqueta El Único de la cual se extraen temas como su homóloga de 10 minutos y Caballero de Paz. Gracias a esta maqueta el grupo quedó tercer clasificado en el concurso de maquetas Villenanet 2001. El premio a esta clasificación fue la grabación de dos temas en un estudio profesional. Con los cuatro temas grabados por ellos mismos y los dos de estudio, sale a la venta la maqueta, de la que se hicieron 500 copias las cuales se agotaron rápidamente entre las ventas y el envío a muchas compañías discográficas.

### 2003: Leyendas medievales
Tras enviar la maqueta a distintas revistas especializadas, éste apareció en la sección de críticas de Kerrang y Rock Hard, lo que supuso que empezaran a llegar cantidad de pedidos de muchas partes de España, especialmente de gente del norte (Galicia, Asturias, Cantabria, País Vasco entre otros). Uno de ellos fue de una compañía discográfica que se interesó por Rívendell y les ofreció su primer contrato discográfico en junio de 2002. Aunque finalmente no se llegó a un acuerdo, sirvió como primera luz en el futuro del grupo, y al poco tiempo llegó la oferta de Red Dragon Records.
Fue en julio de 2002 cuando el grupo se planteó el registro de su nombre y decidió cambiarlo por el actual, Lándevir. En septiembre de 2002, entran en los estudios Sónica para grabar lo que supondría su primer disco oficial. Por tanto, desde Septiembre hasta diciembre, dieron forma a ese disco, que finalmente sería lanzado bajo el nombre de “Leyendas Medievales”. El disco fue bien aceptado por la mayoría de medios de comunicación y se le hicieron muy buenas críticas.

### 2006: Sueños celtas
En marzo de 2004, entran en el estudio de Carlos a grabar lo que sería el segundo disco oficial, bajo el nombre de Sueños Celtas, mismo que tras muchos problemas que sufrió la banda (cambio de mánager, problemas discográficos) logró ver la luz en marzo de 2006. En ese lapso la banda inicia una relación amistosa muy productiva con la banda gaditana Saurom Lamderth. En mayo de 2005 Javi abandona el grupo y su lugar es tomado por Iván Martínez. En contraste al primer disco, Sueños Celtas tiene una gran acogida de parte del público, además de que ambos discos son editados también en México, siendo un gran aliciente para la banda.

### 2008: Inmortal
A lo largo del 2007 la banda estuvo componiendo su tercer disco el cual fue lanzado en marzo de 2008 bajo el nombre de Inmortal, el cual presenta la historia de un vampiro del siglo XVI quien perdió a su amada tras una guerra en Irlanda y se encuentra con su reencarnación en este siglo. También este CD es editado en México, donde bandas de Heavy Metal español cuentan con gran cantidad de fanes.

### El adiós de Lándevir
El 23 de julio de 2009 en un comunicado oficial en su página de Internet, el grupo alicantino dio a conocer el final de su carrera y las razones por las cuales dejan la música; esto es lo que el baterista de la banda dijo:

Nos entristece comunicaros que la banda ha decidido poner punto final a su carrera musical. Los motivos supongo que los podréis intuir, ya que desgraciadamente nos están ocurriendo a muchos grupos en los últimos tiempos. Se juntan muchas cosas, pero el principal problema es que las ventas de discos han bajado tantísimo que ya ni siquiera permiten recuperar la inversión realizada en una grabación. Además la situación personal y laboral de cada uno de nosotros ya no es la misma que cuando teníamos 20 años. Todos sabíamos que la posibilidad de conseguir música gratis supondría el fin de muchas bandas y es lo que está ocurriendo.

De cualquier forma, han sido once años llenos de grandes momentos, han sido tres discos editados en España y en México. Once años en que hemos conseguido mucho más de lo que nunca habíamos pensado, en los que hemos conocido a cantidad de gente que han pasado a ser grandes amigos. Al final esto es lo que cuenta, lo que quedan son las personas y estamos muy contentos de haber conocido a gente como Sergio de Neg Management que desde el primer día luchó por la banda como uno más de nosotros. Igual que él hay colegas de grupos, seguidores, etc... que han pasado a ser amigos personales que estarán siempre. Solo por eso ha merecido la pena.
Esperamos haberos llevado un poco de felicidad a través de nuestra música y haber podido alegraros la vida en algún momento. Para nosotros ha sido una de las experiencias más grandes de nuestras vidas.
La página web desaparecerá en unos días así como las cuentas de email. Para cualquier cosa podéis escribir a landevir@hotmail.es.

Solo una cosa más, y es daros las gracias a los medios, a las bandas con las que hemos compartido escenario y muy especialmente a cualquiera de vosotros que haya dedicado parte de su tiempo y de su dinero en comprar un disco o acudir a un concierto de Lándevir.

### 2013: el Leyendas
Tras tres años de silencio, el 26 de diciembre de 2012 anunciaron en su página de Facebook (que en principio era sólo a modo de homenaje al grupo pero que a los pocos días se convirtió en la página oficial del grupo en Facebook) que volverían a los escenarios para ofrecer un concierto puntual el 9 de agosto de 2013 en el festival Leyendas del Rock. Se reunió el grupo con la última formación y estuvo acompañado por Pedro Lluch (guitarrista de Furia Animal) y Jaime García (vocalista de Abyss). En los días posteriores a este anuncio abrieron una cuenta en Twitter y restablecieron la web oficial del grupo.
Poco luego de estos importantes anuncios Lándevir vuelve a sorprender dando la noticia del ingreso a la formación de un Jaime a las voces y la salida definitiva de Carlos . Es con esta formación que la banda decide volver a las andadas. 

### 2016: El Regreso
Después de la gran experiencia de haber participado en la edición 2013 del Leyendas del Rock, Lándevir vuelve a los ensayos, al trabajo, a la composición… Pero no es hasta junio de 2016, fecha en que anuncian el abandono de Jaime como vocalista por la distancia geográfica existente, y la incorporación de su nuevo cantante (Jose Mancheño), cuando realmente regresan oficialmente, con un disco ya prácticamente compuesto, con la reciente presentación de un nuevo videoclip, con varias fechas en directo y con la intención de poder presentar en un plazo no muy largo su cuarto disco de estudio.
Durante todo el 2017 y principios de 2018, Lándevir se encierran en el estudio para dar la forma definitiva al que sería el cuarto disco de la banda tras casi 10 años de silencio discográfico, titulado Desde el silencio, el cual vería la luz a través de Maldito Records.

## Miembros

### Formación actual
- Jose Mancheño: Voz (2016 - actualidad)
- Francisco Gonzálvez Esteve: Coros y guitarra rítmica (1998 - actualidad)
- José María Jerez: Guitarra solista (1998 - actualidad)
- José Fernando Amat: Batería (1998 - actualidad)
- Iván Martínez: Bajo eléctrico (2005 - actualidad)
- Pablo Guerra: Flauta (2000 - actualidad)

### Antiguos miembros
- Darío: Bajo (1998 - 1999)
- Javi Amat: Bajo (1999 - 2005)
- Carlos Juan: Violín (1998- 2009). Guitarra hasta la entrada de Francisco y José María.
- Cristina Sánchez: Voz femenina (2005 - 2009) (Músico de estudio)

## Discografía

### Demos
- El único (2000, CD autoeditado bajo el nombre de Rívendell)

### Álbumes de estudio
- Leyendas medievales (2003)
- Sueños celtas (2006)
- Inmortal (2008)
- Desde el Silencio (2018)
- Un Viaje en el Tiempo (2024)